# 化合物半导体
化合物半导体或複合半導體（英語：compound semiconductor）是一类由化合物构成的半导体材料。化合物半导体中的化合物通常由两种或更多元素的原子构成。常见的化合物半导体由13至15族元素（三五半导体）构成。可能形成的化合物组合较多，这是因为可以有二元化合物（例如砷化镓）和三元化合物（例如砷化铟镓）甚至四元化合物（例如磷化鋁鎵銦AlInGaP合金）。

## 例子
- 氮化镓
- 砷化镓
- 砷化铟
- 硒化锌
- 硫化锌
- 碳化硅
- 硒化铟